# Fredrik Barth
Pour les articles homonymes, voir Barth (homonymie).
Fredrik Barth, né Thomas Fredrik Barth le 22 décembre 1928 à Leipzig (Allemagne) et mort le 24 janvier 2016 à Oslo (Norvège), est un anthropologue et ethnologue norvégien.

## Biographie
Fredrik Barth s’est formé à la biologie avant de se tourner vers l’anthropologie, qu’il enseigne entre 1961 et 1985. Il a étudié dans les universités de Chicago et de Cambridge. Le travail de l’anthropologue se caractérisant souvent par un travail de terrain, ses zones d’observations sont nombreuses. Cela l’amène notamment à diriger en 1969 le recueil d’articles Ethnic groups and boundaries. The social organization of culture difference. Traduit en français, dans l’ouvrage de Jocelyne Streiff-Fenart et Philippe Poutignat Théorie de l’ethnicité (1995) sous le titre « Les groupes ethniques et leurs frontières ».

## Théorie
Fredrik Barth élabore la théorie des appartenance ethniques selon laquelle "les groupes ethniques sont des catégories d'attribution", notamment dans son article "Les groupes ethniques et leurs frontières" (Poutignat, Streiff-Fenart, 1995). Il développe la théorie selon laquelle l’identité et la culture ne sont pas des entités définies et stables mais à l’inverse elles naissent précisément de l’interaction entre les individus. Lequel constitue un processus d’attribution et d’identification. Fredrik Barth remet en cause la définition antérieurement et généralement admise de ce que sont les groupes ethniques ; ils sont traditionnellement définis par les anthropologues sur la base de différents critères établis. Or pour lui, cela ne représente pas de façon réaliste ce en quoi consiste un groupe ethnique, introduisant alors l’importance de l’auto-attribution par les acteurs eux-mêmes. Le critère décisif de la constitution d’un groupe serait alors la reconnaissance, et la revendication directe de la part des individus qui le constitue. 
L’anthropologue revient également sur la constitution des identités, qui ne se manifestent pas par l’isolement d’un groupe mais par son interaction avec d’autres groupes de même ordre. Car c’est selon lui, et généralement admis, précisément dans la confrontation à un Autre différent que l’individu manifeste et tient à faire ressortir son identité propre (mode de vie, coutumes, vêtements...) : choisissant d'endosser telle ou telle identité.
Il a également marqué son siècle par son approche processuelle et anti-structurale. 

## Distinctions
- Commandeur de l'ordre de Saint-Olaf

## Publications
- (en) Political Leadership among Swat Pathans, 1959
- (en) Nomads of South Persia, 1961
- (en) Ethnic Groups and Boundaries: The social organization of culture difference, 1969, Bergen/Oslo, Universitetsforlaget, Londres, George Allen & Uwin.

1. Introduction traduite en français et publiée dans l'ouvrage de Philippe Poutignat et Jocelyne Streiff‑Fenart (préf. Jean-William Lapierre), Théories de l'ethnicité, Paris, Presses universitaires de France, coll. « Georges Balandier », 1995 (réimpr. 1999 et 2005) (1re éd. 1995), 270 p. (ISBN 978-2-13-046627-7)
2. Article « Pathan Identity and its maintenance » partiellement traduit en français : « L'identité pathane et sa préservation », dans Labyrinthe. Atelier interdisciplinaire 7 (2000), p. 48-65.